# Vladimir Masjkov

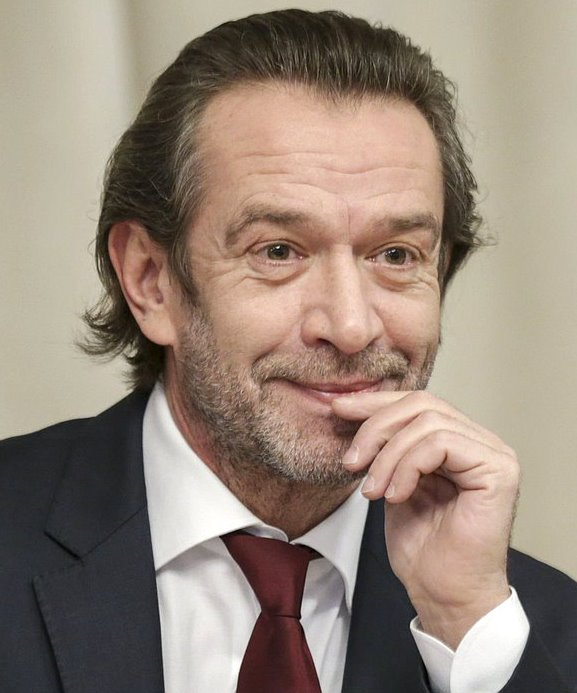
Vladimir Masjkov 2018.

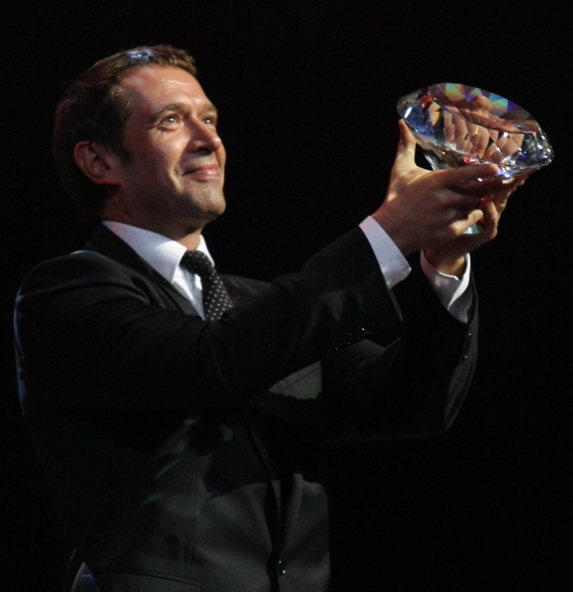
Vladimir Masjkov tar emot pris vid Odessas filmfestival, 2010.

Vladimir Lvovitj Masjkov (ryska: Владимир Львович Машков), född 27 november 1963 i Novokuznetsk, är en rysk skådespelare. Masjkov fick sitt genombrott år 1997 med filmen Ryska tjuven. För filmpubliken i västvärlden är han även känd för sina roller i Behind Enemy Lines (2001) och Mission: Impossible – Ghost Protocol (2011).

## Filmografi, i urval
- 1997 – Ryska tjuven (Вор)
- 1998 – Två månar, tre solar (Две луны, три солнца)
- 1999 – Mor (Мама)
- 2000 – Ryskt myteri (Русский бунт)
- 2000 – Dancing at the Blue Iguana
- 2001 – Behind Enemy Lines
- 2002 – Oligark (Олигарх)
- 2003 – Idiot (TV-serie) (идіотъ)
- 2010 – The Edge (Край)
- 2011 – Mission: Impossible – Ghost Protocol